# Ampex

Logo

Ampex is een Amerikaanse producent van audio-, video- en datarecorders.
Het bedrijf werd opgericht in 1944 door Alexander M. Poniatoff (1892-1982), een Russische emigrant. Oorspronkelijk vervaardigde men motoren en generatoren en bouwde daarmee een goede reputatie op.
In de zomer van 1945 werd verhuisd van een gehuurde locatie naar een eigen pand in San Carlos, Californië. Toen men als firmanaam "Amp" (de initialen van de oprichter) wilde registreren, bleek deze naam al in gebruik bij "Aircraft Marine Products".
Kort daarop verscheen in een krant in San Carlos een artikel over Ampex, waarin werd uitgelegd dat "ex" stond voor excellence, als verwijzing naar de kwaliteit van de producten. Hoewel historisch onjuist, had Poniatoff uiteraard geen enkel bezwaar tegen deze interpretatie.
Tijdens de Tweede Wereldoorlog fabriceerde Ampex APS/6- en APS/19-radarmotoren voor het Amerikaanse leger. Maar de oorlog liep ten einde en Poniatoff moest op zoek naar nieuwe producten.
Het Duitse bedrijf AEG had een bandrecorder, de Magnetophon gemaakt. Poniatoff kreeg daarvan een model in handen, dat door een Amerikaanse militair uit Duitsland was meegenomen en bouwde dat na. Dat kon zonder juridisch bezwaar, daar Amerika alle Duitse en Japanse patenten had geconfisqueerd. De recorder, Ampex model 200, maakte zijn debuut op 25 april 1948. Het apparaat verving de Magnetophon die was ingezet bij de opname van de populaire Bing Crosby-radioshow. De recorders kostten $4000 per stuk.
Model 300 kwam een jaar later. Het ontwerp werd gekozen als standaard van de National Association of Broadcasters, de NAB. Rond 1950 ging Ampex voorop met de ontwikkeling van een data-recorder (model 500) voor de Amerikaanse marine op basis van de eerdere taperecorders. Een nieuw Ampextransportsysteem voor datatape, FR-200,  was te zien op de Eastern Computer Conference, een vakbeurs met lezingen in Boston, eind 1955.

## Video
De eerste videorecorder met roterende koppen (transversale recording), de VR-1000, werd gedemonstreerd in 1956. Met deze machine konden voor het eerst bandopnamen van tv-signalen in bevredigende (zwart-wit)kwaliteit gemaakt worden. Ampextapes hebben een breedte van 1 en 2 inch, veel breder dan de videobanden voor huisgebruik (½ inch) en audiobanden (¼ inch).

## Productoverzicht videorecorders
- 1956 VR-1000
- 1964 VR1100
- 1964 VR-1200
- 1964 VR-2000
- 1967 VR-3000 portable, 2 inch 4 koppen VTR
- 1970 ACR-25
- 1971 AVR-1
- 1974 AVR-2
- 1976 AVR-3
- 1976 VPR-1
- 1978 VPR-2B
- 1984 VPR-5 - Portable 1" Helical VTR
- 1984 VPR-6
- 1984 VPR-80
- 1984 VPR-20 - Portable 1" Helical VTR
- 1986 VPR-3
- 1990 VPR-300 a D2 machine. (composiet digitaal, met pre-read mogelijkheid)

De VPR-3 en VPR-300 hadden een luchtcompressor die zorgde voor luchttoevoer naar de bandgeleiders zodat de videotape zeer constant liep. Door tussen de geleider en de tape een laagje lucht te blazen ondervond de tape vrijwel geen wrijving van de geleiders. Dit betekende dat de tape vrijwel niet onderhevig was aan slijtage en de bandspoelsnelheid tot vijftig maal van de normale afspeelsnelheid kon versnellen.